# Nando (région)
Pour les articles homonymes, voir Nando.
Nando, anciennement appelée Centre-Ouest, est l'une des 17 régions administratives du Burkina Faso, selon le découpage territorial révisé adopté le 2 juillet 2025.

## Histoire
La région a été administrativement créée le 2 juillet 2001, en même temps que 12 autres.
Avant le 2 juillet 2025, la région est connue sous le nom de Centre-Ouest. Elle prend officiellement le nom de Nando dans le cadre d'une réforme administrative visant à valoriser des dénominations à caractère endogène.
Nando est un ancien toponyme en langue gourounsi qui désignait historiquement l'actuelle ville de Koudougou. Ce nom a été retenu dans le cadre de la réforme administrative de 2025 pour désigner la région

## Géographie

### Situation
La région est limitrophe de six régions burkinabés et frontalière du Ghana au sud.
|                   | Nord                  | Plateau-Central, Centre |
| Boucle du Mouhoun | Centre-Ouest          | Centre-Sud              |
| Sud-Ouest         | Haut Ghana occidental |                         |

### Démographie
Population totale :
- estimée à 941 586 habitants en 1997 ;
- estimée à 1 162 782 habitants en 2003[4] ;
- recensée à 1 186 566 habitants en 2006[5],[6],[7] ;
- estimée à 1 387 860 habitants en 2012[8] ;
- recensée à 1 659 339 habitants en 2019[9].

## Administration
Le chef-lieu de la région est établi à Koudougou.
Depuis 2017, la région est dirigée par le gouverneur Irène Coulibaly.

### Provinces
La région Centre-Ouest comprend 4 provinces :
- le Boulkiemdé ;
- le Sanguié ;
- le Sissili ;
- le Ziro.